# نشان افتخار از آلمان
نشان افتخار از آلمان (آلمانی: Ehrenzeichen der Bundeswehr) یک سری از دکوراسیون مدال نظامی، از نیروهای مسلح جمهوری فدرال آلمان است. این افتخارات و جوایز در سال ۱۹۸۰ به مناسبت ۲۵مین سالگرد وزیر دفاع هانس آپل معرفی شد و پس از آن توسط رئیس جمهور کارل کارستنس تأیید شده است.
اولین جایزه در تاریخ ۶ نوامبر ۱۹۸۰ بود و در سال ۲۰۰۸، دکوراسیون به روز شده و سه درجه مدال به طور انحصاری برای اعمال قهرمانانه اعطا شد. جوایز جدید در نتیجه درخواست توسط شهروندان آلمانی برای بازگرداندن نظم صلیب آهنین بود.